# Могилівська оборона (1660)
Облога Могилева річпосполитським військом сталася у січні 1660 року. Козаки під поводом полковника Остапа Гоголя відбили штурм та завдали противнику значних втрат, змусивши відступити.
Наприкінці січня 1660 року 15-16-тисячне (разом зі слугами) річпосполитське військо (у його складі були й козацькі сотні Івана Виговського), очолюване коронним гетьманом Станіславом Потоцьким, перетнуло кордони козацької України, прямуючи до Могилева. Тієї пори тут перебували козаки Подільського й Миргородського полків, полк запорожців Івана Федорова та опришки Івана Кияшка. Очолював залогу (близько 5-6 тисяч осіб) подільський полковник Остап Гоголь. Він заздалегідь підготувався до оборони: вали були облиті водою, на Дністрі, прорубано ополонки, селян Подільського полку перевезено до міст, жінок і дітей із Могилева відправлено до Молдавії, на всьому шляху ворога заховано та знищено продовольство й фураж.
19 лютого Станіслав Потоцький звернувся до залоги й мешканців міста з вимогою скласти зброю. Оскільки вони відмовилися капітулювати, наступного дня відбувся генеральний штурм. Першими на приступ пішли німецькі піхотинці генерала Вольфа. Зробивши вилазку, козаки ущент їх розбили. Тоді Станіслав Потоцький наказав кінноті спішитися («хто не злізе з коня, тому втнуть шию») й разом зі слугами та обозною челяддю розпочати наступ. Після жорстокого бою коронярі захопили вежу з «молдавського боку» й увірвалися до міста. Помітивши прорив, О. Гоголь кинувся туди, вигукуючи: «Гей, в ім'я Христа, [всі] на захист майдану!» Його підтримали полковники, котрі завертали відступаючих криком: «За віру, віру! [Інакше] тут вже нам буде кінець, буде згуба!».
Сум'яття вдалося подолати, й козаки, опришки та міщани кинулися на жовнірів не лише зі «стрільбою» й шаблями, а й із киями, сокирами, голоблями. Не витримавши такого натиску, ворог став відступати. Вибивши жовнірів із міста, оборонці не припинили наступу й довершили їх погром. Річпосполитське військо зазнало важких втрат: лише вбитих нараховувалося близько 2-3 тисяч осіб. За свідченням шляхетського літописця українського походження Йоахима Єрлича, «загинула майже вся німецька піхота» Валки возів із пораненими шляхтичами потяглися до Бара, Меджибожа й Кам'янця. Серед захоплених до полону був один із найвизначніших соратників І. Виговського — Антін Жданович (подальша його доля невідома). Хоча Станіслав Потоцький продовжив наступ, знекровлена й деморалізована поразкою армія не змогла захопити Брацлав та Умань і залишила Брацлавщину.